# Maritza Cino
Maritza Cino Alvear (Guayaquil, 1957) es una poeta y catedrática ecuatoriana, licenciada en Lengua Española y Literatura.  

## Biografía
Se crio con sus abuelos, ambos de origen italiano, desde que nació y a raíz del divorcio de sus padres. Cuando Maritza tenía 12 años, su padre Luis Cino Santelli contrajo nuevas nupcias. De pequeña solía escuchar la historia de cómo sus abuelos, a temprana edad, habían llegado a Guayaquil dejando su pueblo natal, Santa Doménica Talao, debido a la Primera Guerra Mundial.
Obtuvo el título de licenciada en Lengua Española y Literatura en la Universidad Católica de Santiago de Guayaquil. Además tiene un diplomado en Educación Superior en la Universidad Casa Grande. Ha sido catedrática de las universidades Estatal, Católica y Politécnica de Guayaquil, y además, es directora de talleres literarios. Actualmente es docente en la Universidad de las Artes.
Maritza Cino Alvear empezó con la escritura de sus poemas en la adolescencia, “como una necesidad de expresar y metaforizar la existencia con sus fisuras y contrapuntos”.
Los trabajos realizados se orientaron en su mayoría a la poesía social y erótica; pero no dejó de lado temas amatorios y letales. Esto se dio como un proceso de descubrimientos, etapas de interrogantes y cavilaciones que se reflejan en la evolución de su poesía.
Sus mayores influencias fueron escritores como Kafka, Miller, Lawrence, Huidobro, Plath, Duras y de Lezama Lima. Tuvo influencia también de escritores ecuatorianos como Ileana Espinel y Sonia Manzano.
En los últimos años realizó algunos trabajos literarios entre ellos destaca su libro Días frívolos, en el cual al inicio ubicó la siguiente frase "El cuerpo retorna leve y desnudo al evocar las pequeñas criaturas que cruzan la memoria, cada vez que transitamos al origen”,

## Obras
Su trabajo poético está formado por sus siete poemarios y un libro de cuentos publicado a lo largo de treinta años, desde 1983 hasta 2008.
Poemarios
- Algo parecido al juego (1983)
- A cinco minutos de la bruma (1987)
- Invenciones del retorno (1992)
- Entre el juego y la bruma (1997)
- Infiel a la sombra (2000)
- Cuerpos guardados (2009)
- Poesía reunida (2013)

Cuentos
- Días frívolos (2016)[8]

Antologías
- La palabra perdurable (Quito, 1991)
- Between the silence of voice, An Anthology Contemporary Ecuadorian Women Poets (Quito, 1997)
- Poesía y cuento ecuatorianos, Antología temática (Cuenca, 1998)
- Poesía Erótica de Mujeres (Quito, 2001)
- Trilogía Poética de las Mujeres de Hispanoamérica (México, 2004)
- Mujeres frente al espejo (Guayaquil, 2005)
- La Voz de Eros (Quito, 2006)

Sus textos constan en revistas latinoamericanas, españolas y en revistas virtuales estadounidenses. Además, sus textos están traducidos al inglés, italiano y francés.
Los libros están formados por poemas de diferentes extensiones y silencios, además de contar con prosas. Algunos poemas son cortos contando con apenas nueve palabras.

## Premios[10]
- Premio Nacional de Poesía "Medardo Ángel Silva", 1983
- Mención de Honor en el Concurso  Nacional de Poesía "Djenana", 1992
- Mención de Honor en el Concurso Nacional de Poesía Ismael Pérez Pazmiño, 1993